# Discobola acurostris
Discobola acurostris là một loài ruồi trong họ Limoniidae. Chúng phân bố ở miền Cổ bắc.